# Гервольд
Герво́льд (лат. Gervoldus; умер 14 июня 806) — епископ Эврё (775—788), аббат Фонтенеля (788—806). Святой, почитаемый Римско-католической церковью (день памяти — 14 июня; ранее — 18 августа).

## Биография

### Ранние годы
Основной источник сведений о святом Гервольде — «Деяния аббатов Фонтенеля». Согласно данным этого сочинения, составленного в 830-х — 840-х годах, Гервольд происходил из знатной франкской семьи. Его отца звали Вальдгер, мать — Вальда. Ещё в юности посвящённый родителями в священнический сан, Гервольд был привезён ими ко двору правителя Франкского государства Карла Великого. Здесь он был замечен матерью этого монарха, королевой Бертрадой, которая за красоту его пения сделала Гервольда главой своей капеллы.

### Епископ Эврё
В 775 году, после смерти епископа Маврина, по ходатайству Бертрады Гервольд получил от Карла Великого в управление епархию Эврё. Хотя Гервольд возглавлял епархию довольно продолжительное время, о его деятельности как епископа ничего не известно. После кончины королевы Бертрады, скончавшейся в 783 году, святой Гервольд стал тяготиться своим епископским саном. В начале 788 года, после того, как в результате смерти аббата Витлека в Фонтенельском монастыре стало вакантным место аббата, Гервольд добился от Карла Великого разрешения покинуть свою кафедру и удалиться в эту обитель.
О том, кто стал преемником Гервольда в епархии Эврё, точно не известно. Средневековые каталоги местных епископов помещают между ним и Иосифом, следующим главой епархии, о котором имеются достоверные сведения, только одного епископа — Уена I. Однако в документах церковного собора, состоявшегося в 794 году во Франкфурте, содержатся сведения о некоем Гербоде, который, возможно, также был епископом Эврё. Этот прелат, хотя и был уже некоторое время главой епархии, так и не смог представить участникам собора свидетелей ни своей интронизации, ни того, что ранее он был клириком. Один из пунктов изданного по итогам этого собрания иерархов капитулярия повелевал архиепископу Руана Менарду вновь посвятить Гербода в епископский сан в соответствии с церковными канонами. Хотя в документе не указана кафедра, которую занимал Гербод, предполагается, что он может быть идентичен Герольду, племяннику Гервольда, в пользу которого святой и отказался от сана епископа Эврё.

### Аббат Фонтенеля
Став аббатом Фонтенельского монастыря, Гервольд много сделал для его развития. Пользуясь своим влиянием при дворе Карла Великого, он сумел возвратить аббатству всё имущество, ранее отнятое у обители светскими лицами. Гервольд передал монастырю имущество, унаследованное им от родителей, а также на свои средства снабдил Фонтенель золотой и серебряной утварью. Его усилиями при монастыре была основана школа. В ней он лично преподавал церковное пение, в котором был очень искусен. Во время аббатства Гервольда в Фонтенеле была введена римская литургия, а самому святому приписывается сочинение новых церковных гимнов.
Из «Деяний аббатов Фонтенеля» известно о выполнении Гервольдом ряда государственных и дипломатических миссий, порученных ему Карлом Великим. На святого монархом была возложена обязанность по сбору налогов с городов и портов северной части Франкского государства, в том числе, с Квентовика. Занимая эту должность, Гервольд установил хорошие отношения с королём Мерсии Оффой и в 790-х годах по повелению Карла Великого способствовал разрешению франкско-мерсийского конфликта, возникшего в 789 году в результате неудачной попытки монархов заключить взаимные браки своих детей.
Во время одной из поездок по владениям Фонтенельского аббатства Гервольд тяжело заболел и скончался 14 июня 806 года в городе Сен-Совёр-де-Пьерпон. Его тело было похоронено в монастырской церкви Фонтенеля.
Преемником Гервольда на должности аббата был избран Тразарий.

### Посмертное почитание
Вскоре после смерти Гервольд стал почитаться как местночтимый святой в епархии Эврё и в Фонтенельском аббатстве. Праздник поминовения святого долгое время (в Фонтенеле — до 1720, в Эврё — до 1737) отмечался 18 августа, одновременно с поминовением и других святых епископов местной епархии. Позднее день памяти Гервольда стал отмечаться Римско-католической церковью 14 июня, в годовщину его кончины.